# Frank McCarthy
Frank McCarthy (Richmond, 8 giugno 1912 – Los Angeles, 1º dicembre 1986) è stato un generale e produttore cinematografico statunitense.

## Biografia
Frank McCarthy nacque nei pressi di Richmond, in Virginia, l'8 giugno 1912.
Frequentò il Virginia Military Institute, laureandovisi nel 1933. Dopo la laurea, lavorò per un certo periodo come reporter per il Richmond News Leader, un quotidiano locale.
In seguito, McCarthy si trasferì a New York, dove divenne l'addetto stampa del produttore teatrale George Abbott. Lavorò allo spettacolo teatrale Brother Rat, una satira sugli studenti del Virginia Military Institute che godette di un certo successo a Broadway, venendo rappresentata ben 577 volte dal dicembre del 1936 fino all'aprile del 1938. Nel 1938, dall'opera venne tratto un film omonimo, interpretato da Priscilla Lane, Wayne Morris e Ronald Reagan, a cui McCarthy lavorò come consulente tecnico.
Nel 1940, in seguito al secondo armistizio di Compiègne, McCarthy si arruolò come volontario nell'United States Army Reserve. Già l'anno seguente, aveva ottenuto il grado di Colonnello ed era diventato l'aiutante di campo del Capo di stato maggiore dell'Esercito, il Gen. George Marshall. Quest'ultimo l'aveva preso in simpatia e cercava spesso ingenuamente di combinargli degli incontri con giovani donne molto attraenti, ignaro del fatto che, come sostenuto dallo storico militare Andrew Roberts, McCarthy fosse in realtà omosessuale. Dal 1943 al 1945, McCarthy seguì Marshall al Dipartimento della Guerra degli Stati Uniti dove servì come segretario personale del generale. Per il suo servizio nel corso della Seconda guerra mondiale, venne insignito della Distinguished Service Medal. Quando nel 1945 si congedò dall'esercito, aveva raggiunto il grado di Generale di Brigata.
Poco dopo la fine della guerra, il Presidente Harry Truman lo nominò Assistente del Segretario di Stato per l'Amministrazione ad interim, carica che McCarthy ricoprì dal 1º settembre all'11 ottobre 1945, quando venne rimpiazzato dal giurista Donald S. Russell, protege dell'allora Segretario di Stato James F. Byrnes. A soli 33 anni, McCarthy è stato il più giovane Assistente del Segretario di Stato nella storia degli Stati Uniti.
In seguito, McCarthy si trasferì ad Hollywood e vi lavorò come rappresentante in Europa della Motion Picture Association of America per tre anni. Fu produttore cinematografico per conto della 20th Century Fox dal 1949 al 1962, producendo nel 1950 con Anatole Litvak il film di spionaggio I dannati, che gli fruttò una candidatura all'Oscar per il miglior film l'anno seguente. Dal 1963 al 1965 lavorò come produttore per la Universal Pictures, mentre l'anno seguente tornò alla Fox, dove rimase fino al 1972.
Nel corso degli anni cinquanta e sessanta produsse i film Marinai del re e Una guida per l'uomo sposato. Sviluppò per quasi vent'anni un progetto cinematografico su George S. Patton, diretto nel 1970 da Franklin J. Schaffner col titolo di Patton, generale d'acciaio e con George C. Scott nel ruolo del protagonista. Ai premi Oscar 1971, il film vinse ben sette statuette, tra cui quella per il miglior film, andata a McCarthy. McCarthy ritirò anche quella vinta da Scott come miglior attore, che si era rifiutato di presiedere alla cerimonia. Dal 1973 al 1977 ricoprì nuovamente cariche di produzione per la Universal, producendo un il film per la televisione Fireball Forward il film MacArthur il generale ribelle, che racconta la vita dal 1942 al 1952 del generale statunitense Douglas MacArthur, interpretato Gregory Peck.
McCarthy morì di cancro il 1º dicembre 1986 mentre era ricoverato al Motion Picture & Television Country House and Hospital di Woodland Hills, Los Angeles, all'età di 74 anni.

## Filmografia

### Cinema
- I dannati (Decision Before Dawn), regia di Anatole Litvak (1951)
- Marinai del re (Single-Handed), regia di Roy Boulting (1953)
- Una guida per l'uomo sposato (A Guide for the Married Man), regia di Gene Kelly (1967)
- Patton, generale d'acciaio (Patton), regia di Franklin J. Schaffner (1970)
- MacArthur il generale ribelle (MacArthur), regia di Joseph Sargent (1977)

### Televisione
- Fireball Forward - film TV, regia di Marvin J. Chomsky (1972)